# 冯·里希特反应
冯·里希特反应（德語：Von-Richter-Reaktion），得名於维克托·冯·里希特，指芳香硝基化合物与氰化钾反应，硝基转变为邻位的羧基，得相应的芳香羧酸。

## 反应机理
在下列机理中，溴可以被氯替换。